# Tvärån (Skellefteå kommun)
Denna artikel handlar om Åbyälvens biflöde. För andra åar i Skellefteå kommun som heter Tvärån, se Tvärån.
Tvärån eller Lillälven är det största biflödet till Åbyälven. Den är cirka 40 km lång och dess avrinningsområde är omkring 170 km². Den rinner upp i stora myrområden i södra Norrbotten (Piteå kommun) och passerar byarna Brännfors, Brännland, Brännäs, Tväråfors och Gagsmark, innan den mynnar i Åbyälven. 
I juli 1997 svämmade Tvärån över alla bräddar och blev tillfälligt större än själva Åbyälven. En mängd grus och slam, liksom en hel sommarstuga, fördes med ån. Broar sköljdes bort och byn Gagsmark nära mynningen isolerades något dygn. Spåren av denna smärre naturkatastrof kan fortfarande ses längs ån. Tväråns största biflöde är Brändängesbäcken.